# Baloldali Alternatíva Egyesülés
A Baloldali Alternatíva Egyesülés egy 1988-tól tevékenykedő (hivatalosan 1989. február 11-én megalakult) társadalmi szervezet, amely a hagyományostól eltérő baloldaliságot képvisel: a civil társadalom termelői és közhatalmi önszerveződését.
A BAL létrejötte a többi alternatív szervezet (Szabad Kezdeményezések Hálózata, Magyar Demokrata Fórum, Fidesz) alakulásával nagyjából egyidejűleg zajlott, de míg azok a polgári viszonyok restaurációját tűzték napirendre, a BAL - az államszocializmus következetes kritikáját is kifejtve - az alulról megszerveződő demokratikus szocializmus álláspontjára helyezkedett. A szervezet megalakulásáról és törekvéseiről a korabeli sajtó is részletesen beszámolt.

## Megalakulás
1987 végén fiatal újságírók kezdeményezték azoknak a hetvenes évek óta szerveződő magyarországi csoportoknak az egyesítését, amelyek a fennálló rendszerrel szemben humanista baloldali alternatívát kerestek. Ennek nyomán kezdődött meg három rendszerkritikus csoport (mint emberközpontú szocialista ellenzék) együttműködésének a szervezése.
Az előkészítő munkáról többen – köztük a Munkásőr fedőnevű Rózsa György Eduardo – készítettek jelentést a Budapesti Rendőrkapitányság III/A Alosztályának. A későbbi megfigyelésre a Belügyminisztérium III/III. Csoportfőnökség Ikravirág fedőnevű titkos ügynöke kap megbízást, de a nyilvános összejövetelekről mások is jelentettek.
A magát – a hivatalos baloldalhoz viszonyítva - alternatív baloldalinak valló társadalmi szervezet a tisztázó vitákat követően, 1988 szeptemberében Baloldali Alternatíva Egyesülés (rövidítése: Alternatíva, illetve BAL) néven lépett a nyilvánosság elé. Az ekkor közzétett „Felhívás” - elhatárolódva a sztálinizmus minden formájától, a polgári jellegű liberalizmustól és a kettő kombinációjától - a társadalmi önkormányzás elméleti és gyakorlati lehetőségeinek keresését tűzte ki célul. „Az önkormányzó társadalom eszméje tudatosan kilép az állami megoldások vagy piaci megoldások dilemmájából, és radikálisan szakít a gazdasági liberalizmussal kombinált politikai bürokratizmus eszményített európai gyakorlatával.” (4)
Az 1989. február 11-i alakuló közgyűlésen a mintegy százhúsz alapító tag megvitatta az Alapítólevél és az Alapszabály tervezetét és véglegesítette a két dokumentum szövegét.

## Eszmeiség[11]
A BAL szellemiségét leginkább fontosabb alapdokumentumai (Platform, Alapítólevél, Elvi program, Környezetvédő elvi program) tükrözik.
A BAL a társadalmi önszerveződés ösztönzésére és segítésére alakult mozgalom, távlati perspektívája egy uralom nélküli, hierarchiamentes társadalom. Létrejöttekor egyaránt kritikusan tekint mind az ún. államszocializmusra, mind a formálódó „rendszerváltásra”. A kádári konszolidációt a hatalmi monopólium megőrzésére irányuló reformsztálinizmusnak minősíti. Az ún. rendszerváltást e hatalmi logika (politikai monopólium) szerves folytatásaként értelmezi: az állam és a piac kombinációjából az állam és a piac kombinációjába, a pártrendszerből a pártrendszerbe való átmenetnek. („A politikai és a gazdasági bürokráciák – minden belső pozícióharc mellett – közös törekvése: részleges reformokkal átmenteni a régi hatalmi szerkezet alapjait. Ez tartósítja az egymással versengő elitek uralmát és a kettős /állami valamint magántőkés/ kizsákmányolást.” (5))
Az 1988 decemberi Platform rámutat: „Az elmúlt évtizedekben bebizonyosodott, hogy csupán az egyes társadalmi területek /gazdaság, politika, kultúra stb./ belső megreformálására törekedni nem jelent kiutat az ország számára... A nemzet gazdasági, politikai, kulturális és morális talpraállása nem valósítható meg gazdasági vagy politikai reformokkal, új gazdasági vagy új politikai mechanizmusok bevezetésével. Ez a cél csak általános /valamennyi társadalmi területet átfogó/ társadalmi reformmal érhető el - a társadalom egész működésének demokratizálásával... Egy ilyen változás minden gazdasági és politikai hatalom társadalmasítását jelentené: a gazdasági, politikai és kulturális monopolhelyzetek, előjogok felszámolását. Vagyis olyan új társadalmi mechanizmus kialakítását, amelynek középpontjában a dolgozó, szükségletkielégítő és társadalmilag cselekvő ember áll, és amelyben a rendszer egésze önkormányzó közösségek együttműködéséből épül fel. Ebben az esetben a dolgozók - össztársadalmi méretekben - maguk döntenek a társadalmi erőforrások hasznosításának módjáról.” (6)
A BAL radikális demokratizálásban gondolkodik: az állami diktatúra és a tőkediktatúra helyébe lépő szükségletelvű közvetlen demokráciában. Ennek két kulcseleme van:
1. A közhatalom (politika) működésében közvetlen, részvételi demokrácia kiépítése és előtérbe helyezése. „Az elitek hatalmával, a korporációs és pártrendszerek bürokráciáival szemben társadalmi mozgalmak rendszerének kialakulását szorgalmazzuk. Ez az apparátusok funkcióinak fokozatos átadását feltételezi önszervező munkahelyi, lakóhelyi stb. kollektíváknak.” (7)
2. Szükségletre termelő, közvetlenül társadalmi gazdálkodás, amely a jelenlegieknél egyidejűleg gazdaságosabb és humánusabb. A szervezet szerint törekedni kell közvetlenül társadalmi szektor kikísérletezésére, amely a fogyasztók és a termelők alulról szerveződő, közvetlen együttműködésének területe. Feladatának tekinti a BAL, hogy segítséget nyújtson egy ilyen alternatív gazdálkodási szektor kikísérletezéséhez. Az ehhez való közeledés sejtjeként kezeli mind a kollektív dolgozói tulajdonokat, mind a lakossági közvetlen termék- és szolgáltatáscsere – államot és árupiacot megkerülő - különböző formáit.
Mint alternatív baloldal az állammal (hierarchikus állami bürokratizmussal) és államilag legitimált intézményekkel (politikai pártok, tőkés magántulajdon stb.) szembeni társadalmi önvédelmet tekinti baloldali tevékenységnek. A társadalmi önvédelem lehetőségét a közösségi önszerveződésekben véli megtalálni. Ennek megfelelően számára a civil társadalom autonóm önszervezői, önkormányzói, önigazgatói törekvései, mozgalmai számítanak baloldalinak. Kinyilvánítja, hogy programja konkrét és szerves folytatásának tekinti azokat a megnyilvánulásokat, akciókat, melyeket az egyének és társadalmi csoportok a BAL szellemiségével összhangban kezdeményeznek.
A szervezet álláspontja: csökkenő mértékű állami, és növekvő mértékű lakossági hatalomra van szükség. Dokumentumai szerint az állam hatalmi monopóliumának lazítását, megtörését, a humánus civilizáció alternatívájának tudatos kulturális, gazdasági, társadalmi ellenhatalommá szervezését („kettős hatalom”) szorgalmazza, amely termelői, helyi, valamint funkcionális közösségekre épül, és „mind a politikai állammal, mind a civil társadalom államilag manipulált mechanizmusaival szemben ’burkolt polgárháborút’ folytat.” (8)

## Tevékenység[12]
A BAL dokumentumaiban megfogalmazott elképzelés szerint a szervezet távol marad a hivatalos politikától, a pártoktól, és ezekkel szemben helyi, termelői, illetve funkcionális önszerveződések létrejöttét és működését igyekszik támogatni. Végső megközelítésben olyan, a nagypolitikától, pártpolitikától, politikai közhatalomtól független, vele párhuzamosan felépítendő civiltársadalmi hálózatnak (önszerveződő közösségek plurális hálózatának) a kialakulását kísérli meg elősegíteni, amely a közvetlen demokrácia eljárásait alkalmazza. (Nem utolsósorban a közvetlen demokráciára való törekvés miatt csatlakozott a szervezethez az ún. demokratikus ellenzék több tagja.)
A szervezet intenzívebb aktivitása a megalakulás és 2012 közötti időszakra tehető. Ezalatt tucatnyi kiadványt jelentetett meg; lényegében havi rendszerességgel szervezett nyílt rendezvényeket, elméleti fórumokat; ismételten közzétett nyilatkozatokat, állásfoglalásokat; több olyan gyakorlati kezdeményezést indított útjára, illetve támogatott, amely az elméleti alapállásához illeszkedett.
Tevékenysége hozzávetőlegesen 2012 óta inkább befelé forduló, illetve tagjai más szervezetekben és fórumokon képviselik a BAL szellemiségét.
BAL-tagok által létrehozott (ahogy mondani szokás, a szervezethez közel álló) folyóiratként alakult meg 1989-ben az azóta is megjelenő „Eszmélet” című folyóirat, egy a nyolcvanas évek eleje óta működő szellemi műhelyből.
A szervezetben a területi csoportokon túl alakultak funkcionális csoportok (így „Környezetvédelmi”, „Pedagógus”, „Bányász”, „Emberjogi” csoport, illetve „Társadalmi önkormányzást segítő tagozat”), valamint funkcionális bizottságok (pl. „Gazdaságpolitikai, „Oktatáspolitikai”, „Munkás”, „Politikaelméleti” bizottság), amelyek saját hatáskörben tevékenykedtek és tettek közzé nyilatkozatokat, állásfoglalásokat.
Történetében két irányzat együttélése (egymás mellett élése) rajzolódik ki. Az elméletibb, amely tudatosan távol tartja magát a hivatalos politikától, és csak stratégiailag illeszkedő tevékenységekben vesz részt. A pragmatikusabb viszont alkalmanként a direkt aktuálpolitika kérdéseihez is hozzászól, egyes eseményeibe bekapcsolódik.
Tevékenységének négy fő iránya mutatható ki:
1. A társadalmi önszerveződés, önkormányzás gondolatának, elméleti és gyakorlati lehetőségeinek népszerűsítése, illetve történelmi hagyományának tudatosítása (konferenciák, kerekasztalok, rendezvények, nyilatkozatok, kiadványok).
2. A társadalmi önszerveződést korlátozó nemzeti intézmények és folyamatok (politikai állam, politikai pártok, képviseleti demokrácia, privatizáció, bürokratikus piacgazdaság stb.) elemzése, bírálata, illetve a velük szembeni ellenalternatívák keresése. Néhány konkrétum:
- „Társadalmi önkormányzati mozgalom” elindítása (1989)
- A társadalmi szervezetek oldalán részvétel az ún. Nemzeti Kerekasztal tárgyalásain, ahol a BAL-nak sikerült elérni, hogy az új Alkotmány elismerje a termelői közösségek kollektív tulajdonhoz való jogát (1989). (Ezt a jogot az MDF-SZDSZ paktum 1990-ben megszüntette.)
- Az eredeti, munkástulajdonért szerveződő Munkástanácsok Országos Szövetsége megalakulásának segítése (1990).
- A „Szövetség a társadalmi demokráciáért” mozgalom meghirdetése (1990).
- Társszervezőként részvétel a Társadalmi Érdekegyeztető Tanács (TÉT) megalakításában. (1991).
- Kísérlet munkacsere adatbank létrehozására (1992).
- Társszervezőként részvétel a Civil Parlament megalakításában (1993).
- Kezdeményezőként részvétel a Humanista Társadalmi Egyetem létrehozásában (1998) és működtetésében.

3. A társadalmi önszerveződést korlátozó nemzetek feletti intézmények (Világbank, Valutaalap, NATO, Európai Unió, Nemzetközi Kereskedelmi Kamara /ICC/, WTO stb.) elemzése, a hozzájuk való kapcsolódás bírálata és ellenalternatívák keresése (kiadványok, konferenciaszervezés, rendezvények, állásfoglalások, röplapok, részvétel demonstrációkon, kezdeményezések). Néhány konkrétum:
- 1998-ban konferencia szervezése a NATO jugoszláviai beavatkozása ellen. Részvétel a „Balkán Békéjéért Mozgalom” elindításában.
- Részvétel az ATTAC Magyarország megalakításában (2002).
- Részvétel a Magyar Szociális Fórum mozgalom megalakításában (2002).
- Részvétel az I. Magyar Szociális Fórum miskolci tanácskozásának megszervezésében (2003).

4. Kritikai vizsgálat és tiltakozás a természeti környezet rombolása ellen. (Állásfoglalások, rendezvények, részvétel demonstrációkon, valamint országos találkozókon.)

## Főbb kiadványok[13]
- ÖNKORMÁNYZÁS - vagy az elitek uralma (1995)
- Márkus Péter: A társadalmi-gazdasági átalakulás alternatív baloldali programja (Humanista esély a XXI. századra) (1996)
- Kommunista Kiáltvány a XXI. századra (1998) angolul és németül is
- Hátunk mögött NATO, fejünk fölött EU (NATO füzetek 1.) (1999)
- Törvénysértések a Külügyminisztérium, a Honvédelmi Minisztérium, a rádió és a televízió NATO-propagandájában (NATO füzetek 2.) (1999)
- Márkus Péter: Globális antikapitalizmus - humanista baloldal - közvetlen demokráci a (2000)
- Ramsey Clark: Vádirat Clinton, a NATO-tagállamok kormánya és mások ellen emberiségellenes bűnök, valamint a nemzetközi és a hazai jog megsértése miatt (NATO füzetek 3.) (2000)
- Nemzetközi bíróság ítélete a NATO-országok vezetőinek háborús bűneiről (NATO-füzetek 4.) (2001)
- Lehet más a világ! (A Szociális Világfórum dokumentumai) (2002)
- 1956 pozitív öröksége: a munkástanácsok (2007)